# 2025 год в боксе
2025 год в боксе.

## Профессиональный бокс

### Тяжёлый вес
- 8 февраля  Дерек Чисора (35-13) победил UD 12  Отто Валлина (27-2)[1]
- 14 февраля  Джаред Андерсон (17-1)  победил UD 12  Мариоса Коллиаса (12-3-1)
- 22 февраля  Агит Кабайел (25-0) победил KO 6  Чжана Чжилэя (27-2-1) завоевав вакантный титул временного чемпиона мира по версии WBC[2]
- 22 февраля  Джозеф Паркер (35-3) победил TKO 2  Мартина Баколе (21-1) защитив титул временного чемпиона мира по версии WBO (1-я защита Паркера)[3]
- 22 февраля  Фрэнк Санчес (24-1) победил TKO 3  Рамона Оливаса Эчеверрию (18-24)
- 22 марта  Джуниор Райт (20-6) победил UD 10  Кассиуса Чейни (23-2)
- 22 марта  Теремоана Теремоана (7-0) победил ТКО 1  Джеймса Сингха
- 5 апреля  Филип Хргович (17-1) победил UD 10  Джозефа Джойса (16-3) завоевав вакантный титул чемпиона WBO International
- 24 мая 2025  Мозес Итаума (11-2) победил TKO 2  Майка Балогуна (21-0) защитив титул чемпиона WBO Inter-Continental
- 7 июня  Фабио Уордли (18-0-1) победил KO 10  Джастиса Хани (12-0) завоевав вакантный титул временного чемпиона WBA
- 27 июня  Деонтей Уайлдер (43-4-1) победил TKO 7  Тайррелла Херндона (24-5)
- 19 июля  Лоуренс Околи (21-1) победил UD 10  Кевина Лерена (31-3) защитив титул WBC Silver (1-я защита Околи)
- 19 июля  Александр Усик (23-0) победил в реванше KO 5  Даниеля Дюбуа (22-2) завоева звание абсолютного чемпиона мира по версиям WBA-Super, WBC, WBO, IBO (5-я защита Усика), The Ring (4-я защита Усика) и IBF (2-я защита Дюбуа)
- 16 августа  Мозес Итаума (12-0) победил KO 1  Диллиана Уайта (31-3) защитив титулы WBO Inter-Continental (4-я защита Итаумы), WBA International (2-я защита Итаумы) и завоевав вакантный титул чемпиона Содружества (Commonwealth Boxing Council)

### Бриджервейт
- 1 мая  Кевин Лерена (31-2) победил TKO 3  Сергея Радченко (11-7) защитив титул чемпиона мира по версии WBC (1-я защита Лерены)

### Первый тяжёлый вес
- 8 января  Джей Опетая (26-0) победил KO 4  Дэвида Ньика (10-0) защитив титулы чемпиона мира по версиям IBF (2-я защита Опетайи) и The Ring (5-я защита Опетайи)[4]
- 26 апреля  Крис Биллам-Смит (20-2) победил UD 12  Брэндона Глэнтона (20-2)
- 8 июня  Джей Опетая (27-0) победил KO 5  Клаудио Скуэо (17-0) защитив титулы чемпиона мира по версиям IBF (3-я защита Опетайи) и The Ring (6-я защита Опетайи)
- 27 июня  Хильберто Рамирес (47-1) победил UD 12  Юниэля Дортикоса (27-2) защитив титулы чемпиона мира по версиям WBA-Super (2-я защита Рамиреса), WBO (1-я защита Рамиреса).

### Полутяжёлый вес
- 1 февраля  Дэвид Бенавидес (29-0) победил UD 12  Дэвида Морреля (11-0) защитив титул временного чемпиона WBC (1-я защита Бенавидеса)[5]
- 22 февраля  Дмитрий Бивол (23-1) победил в реванше MD 12  Артура Бетербиева (21-0) завоевав титул абсолютного чемпиона мира по версиям IBF (10-я защита Бетербиева), WBC (7-я защита Бетербиева), WBO (4-я защита Бетербиева), WBA Super (1-я защита Бетербиева), IBO (1-я защита Бетербиева), The Ring (1-я защита Бетербиева)[6]
- 24 апреля  Дэн Азиз (20-2-1) победил PTS 6  Бахадура Карами (4-28-4)
- 26 апреля  Энтони Ярд (26-3) победил PTS 10  Линдона Артура (19-0)
- 12 июля  Дэвид Моррель (11-1) победил UD 12  Имама Хатаева (10-0)
- 19 июля  Даниэль Лапин (11-0) победил MD 10  Льюиса Эдмондсона (11-0) защитив титулы IBF Inter-Continental (1-я защита Лапина), WBA Continental (3-я защита Лапина) и завоевав вакантный титул WBO International.
- 2 августа  Габриэль Росадо победил КО 1 Криспуло Хавьера Андино (26-17-1)

### Второй средний вес
- 16 марта  Эгдар Берланга (23-1) победил ТКО 1  Джонатана Ортиса (20-1-1)
- 3 мая  Сауль Альварес (62-2-2) победил UD 12  Уильяма Скалла (23-0) защитив титулы чемпиона мира по версиям WBC, WBA-Super (9-я защита Альвареса), WBO (7-я защита Альвареса), The Ring (5-я защита Альвареса) и выиграв титул чемпиона мира по версии IBF (1-я защита Скалла) таким образом обьеденив все пояса и вернув звание абсолютного чемпиона
- 27 июня  Кристиан М’Билли (28-0) победил ТКО 1  Мацея Сулецки (33-3) завоевав вакантный титул временного чемпиона мипа по версии WBC

### Средний вес
- 5 апреля  Жанибек Алимханулы (16-0) победил TKO 5  Анауэль Нгамиссенге (14-0) защитив титулы чемпиона мира по версиям WBO (5-я защита Алимханулы) и IBF (2-я защита Алимханулы)
- 26 апреля  Крис Юбенк (34-3) победил UD 12  Конора Бенна (23-0) защитив титул чемпиона мира по версии IBO (1-я защита Юбенка)

### Первый средний вес
- 22 февраля  Верджил Ортис (22-0) победил UD 12  Исраила Мадримова (10-1-1), защитив  титул временного чемпиона WBC (1-я защита Ортиса)
- 22 марта  Себастьян Фундора победил TKO 4  Чордейла Букера, защитив титул чемпиона мира по версиям WBO и WBC  (1-я защита Фундоры)
- 12 марта  Кит Турман (31-1) победил ТКО 3  Брока Джарвиса
- 12 марта  Кит Турман (31-1) победил ТКО 3  Брока Джарвиса
- 5 июля  Тарас Шелестюк победил KO 2  Роддрикуса Ливси (12-4-1)
- 19 июля  Себастьян Фундора (22-1-1) победил в реванше RTD 7  Тима Цзю (25-2) защитив титул чемпиона мира по версии WBC (2-я защита Фундоры)

### Полусредний вес
- 2 мая  Роландо Ромеро (16-2) победил UD 12  Райана Гарсию (24-1) завоевав вакантный титул регулярного чемпиона мира по версии WBA
- 2 мая  Девин Хейни (31-0) победил UD 12  Хосе Рамиреса (29-2)
- 19 июля  Мэнни Пакьяо (31-0) сразился с  Марио Барриосом (29-2-1). На кону боя стоял титул чемпиона мира по версии WBC (3-я зашита Барриоса). Резульат — ничья SD 12
- 26 июля  Брюс Кэррингтон (15-0) победил UD 12  Мэтью Хейта (14-0) завоевав вакантный титул временного чемпиона WBC

### Первый полусредний вес (второй лёгкий)
- 25 января  Виктор Постол (31-5) победил UD 12  Андреса Техаду (13-4-2)
- 1 марта  Сабриель Матиас (21-2) победил TKO 8  Габриэля Валенсуэлу (30-3)
- 22 марта  Джордж Камбосос (21-3) победил UD 12  Джейка Уилли (16-1)
- 2 мая  Теофимо Лопес (21-1) победил UD12  Арнольда Барбозу (32-0) звщитив титул чемпиона мира в по версиям WBO и The Ring (3-я защита Лопеса)
- 14 июня  Ричардсон Хитчинс (19-0) победил  TKO 8  Джорджа Камбососа (22-3) защитив титул чемпиона мира по версии IBF (2-я защита Хитчинса).
- 12 июля  Сабриэль Матиас (22-2) победил  MD 12  Альберто Пуэльо (24-0) выиграв титул чемпиона мира по версии WBC (2-я защита Пуэльо).
- 19 июля  Айзек Крус (27-3-1) победил  Омара Сальсидо (20-2) выиграв титул временного чемпиона мира по версии WBC
- 2 августа  Реджис Прогрейс (30-3) победил UD 10  Джозефа Диаса (34-7-1)

### Лёгкий вес
- 14 февраля  Кишон Дэвис (12-0) победил KO 4  Дениса Беринчика (19-0) выиграв титул чемпиона мира по версии WBO (1-я защита Беринчика)
- 22 февраля  Шакур Стивенсон (22-0) победил TKO 9  Джоша Пэдли (15-0) защитив титул чемпиона мира по версии WBC (2-я защита Стивенсона).
- 1 марта  Джервонта Дэвис (30-0) сразился с  Ламонт Роуч-мл. (25-1-1). Результат боя ничья — MD 12
- 12 июля  Шакур Стивенсон (23-0) победил UD 12  Уильям Сепеда (30-0) защитив титул чемпиона мира по версии WBC (3-я защита Стивенсона).

### Второй полулёгкий (первый лёгкий) вес
7 марта  Альберт Батыргазиев (12-0) победил UD12  Нери Ромеро (18-0) защитив титул временного чемпиона по версии WBA (1-я  защита Батыргазиева)

### Полулёгкий вес
- 1 февраля  Стивен Фултон (22-1) победил UD 12  Брэндона Фигероа (25-1-1) выиграв титул чемпиона мира по версии WBC (2-я защита Фигероы)
- 9 марта  Джоэнт Гонсалес (27-4) победил SD 12  Арнольда Хегая
- 15 марта  Ник Болл (21-0-1) победил RTD 10  Ти Джея Дохени (26-5) защитив титул чемпиона мира по версии WBA (2-я защита Болла)

### Второй легчайший вес
- 24 января  Наоя Иноуэ (28-0) победил ТКО 4  Ё Джун Ким (21-2-2) защитив титул абсолютного чемпиона мира по версиям WBC, WBO (4-я защита), WBA, IBF, The Ring (3-я защита)
- 4 мая  Наоя Иноуэ (29-0) победил ТКО 8  Рамона Карденаса (26-1) защитив титул абсолютного чемпиона мира по версиям WBC, WBO (5-я защита), WBA, IBF, The Ring (4-я защита)
- 14 сентября  Наоя Иноуэ (30-0) сразится с  Муроджон Ахмадалиев (14-1). На кону боя звание абсолютного чемпиона мира по версиям WBC, WBO (6-я защита Иноуэ), WBA, IBF, The Ring (5-я защита Иноуэ) во 2-м легчайшем весе.

### Легчайший вес
- 24 февраля  Дзюнто Накатани (29-0) победил КО 3  Давида Куэльяра Контрераса (28-0) защитив титул чемпиона мира по версиям WBC (3-я защита)
- 6 мая  Ёсики Такеи (8-0) победил UD 12  Джейсона Молони (27-2) выиграв титул чемпиона мира по версиям WBO (2-я защита Молони).
- 8 июня  Дзюнто Накатани (30-0) победил RTD 6  Рёсуке Нишида (10-0) защитив титул чемпиона мира по версиям WBC (4-я защита) и выиграв титул чемпиона мира IBF (2-я защита Нишиды)

### Второй наилегчайший вес
- 11 мая  Фернандо Мартинес (17-0) победил UD 12  Кадзуто Иока (31-3-1) защитив титул чемпиона мира по версии WBA (1-я зашита)
- 23 мая  Виллибальдо Гарсия Перес (22-6-2) победил SD 12  Рене Калисто (23-0-1) выиграв вакантный титул чемпиона мира по версиям IBF

### Наилегчайший вес
- 13 марта  Кэн Сиро (25-1) победил TKO 12  Сеиго Акуи (21-2-1) защитив титул чемпиона мира по версии WBC (1-я защита Сиро), и выиграв титул чемпиона мира по версии WBA (3-я защиита Акуи)[7]
- 13 марта  Энтони Оласкуага (9-1) победил UD 12  Хирото Кёгучи (19-3) защитив титул чемпиона мира по версии WBO (2-я защита Оласкуаги)
- 30 июля  Рикард Сандовал (27-2) победил SD 12  Кэн Сиро (25-2) завоевав титулы чемпиона мира по версиям WBC (2-я защита Сиро), WBA (1-я защита Сиро)[8].

### Первый наилегчайший вес
- 13 марта  Рене Сантьяго (13-4) победил UD 12  Шокичи Ивату (14-1) завоевав титул чемпиона мира по версии WBO (1-я защита Иваты)

- 19 июня  Танонгсак Симсри (42-8) победил SD 12  Кристиана Аранета (25-2) завоевав вакантный титул чемпиона мира по версии IBF.
- 1 августа Карлос Канисалес (28-3) победил в реванше КО 5   Паня Прадабсри (44-3) завоевав титул WBC (1-я защита Прадабсри)

### Минимальный вес
- 29 марта  Оскар Коллазо (12-0) победил KO 5  Эдвина Кано Эрнандеса (13-2-1) защитив титул чемпиона мира по версиям WBO (5-я защита Коллазо), WBA-Super (1-я защита) и The Ring (1-я защита Коллазо).

## Рекорды и значимые события

### Награды
- Боксёр года —
- Бой года —
- Нокаут года —
- Апсет года —
- Возвращение года —
- Событие года —
- Раунд года —
- Проспект года —
- Тренер года —

### Умершие
- Джон Куни — ирландский боксёр-профессионал во 2-й полулёгком весе 8 февраля умер в возрасте 28 лет через неделю после боя с валлийцем Натаном Хауэллсом, который состоялся 1 февраля в Белфасте. В этом поединке Куни потерпел поражение в 9-м раунде и был госпитализирован с внутричерепным кровоизлиянием. Несмотря на проведённую операцию, спасти его не удалось[9].

- Джордж Форман — американский боксёр-профессионал тяжёлой весовой категории, олимпийский чемпион 1968 года, двукратный чемпион мира, абсолютный чемпион мира (1973—1974), самый старший чемпион мира в тяжёлом весе в истории (титулы WBA, IBF). 21 марта умер в возрасте 76 лет[10].

- Абу Юсипов — российский боксёр-профессионал во 2-м среднем и полутяжёлом весе. 11 июня умер в возрасте 39 лет[11].

- Михай Леу — румынский боксёр-профессионал, бывший чемпион мира по версии WBO в полусреднем весе. 1 июля умер в возрасте 56 лет[12].